# Le Chesne (Eure)
Pour les articles homonymes, voir Le Chesne.
Le Chesne est une ancienne commune française, située dans le département de l'Eure en région Normandie, devenue le 1er janvier 2016 une commune déléguée au sein de la commune nouvelle de Marbois.

## Toponymie
Le nom de la localité est attesté sous la forme Quercu en 1190.
Le chêne en latin, se dit quercus.
Le toponyme Le Chesne est issu du gaulois cassanos, signifiant chêne.

## Politique et administration
| Période                                  | Période    | Identité       | Étiquette | Qualité |
| ---------------------------------------- | ---------- | -------------- | --------- | ------- |
| Les données manquantes sont à compléter. |            |                |           |         |
| avant 1988                               | ?          | Marcel Bertin  |           |         |
| mars 2001                                | mars 2008  | Daniel Bonte   |           |         |
| mars 2008                                | 31/12/2015 | Gilles Pinchon |           |         |

## Démographie
L'évolution du nombre d'habitants est connue à travers les recensements de la population effectués dans la commune depuis 1793. À partir du 1er janvier 2009, les populations légales des communes sont publiées annuellement dans le cadre d'un recensement qui repose désormais sur une collecte d'information annuelle, concernant successivement tous les territoires communaux au cours d'une période de cinq ans. 
Pour les communes de moins de 10 000 habitants, une enquête de recensement portant sur toute la population est réalisée tous les cinq ans, les populations légales des années intermédiaires étant quant à elles estimées par interpolation ou extrapolation. Pour la commune, le premier recensement exhaustif entrant dans le cadre du nouveau dispositif a été réalisé en 2005,.
En 2013, la commune comptait 591 habitants, en évolution de +14,76 % par rapport à 2008 (Eure : +2,66 %, France hors Mayotte : +2,49 %).
| 1793 | 1800 | 1806 | 1821 | 1831 | 1836 | 1841 | 1846 | 1851 |
| ---- | ---- | ---- | ---- | ---- | ---- | ---- | ---- | ---- |
| 700  | 738  | 647  | 624  | 702  | 700  | 679  | 674  | 655  |

| 1856 | 1861 | 1866 | 1872 | 1876 | 1881 | 1886 | 1891 | 1896 |
| ---- | ---- | ---- | ---- | ---- | ---- | ---- | ---- | ---- |
| 637  | 597  | 571  | 484  | 510  | 484  | 461  | 449  | 441  |

| 1901 | 1906 | 1911 | 1921 | 1926 | 1931 | 1936 | 1946 | 1954 |
| ---- | ---- | ---- | ---- | ---- | ---- | ---- | ---- | ---- |
| 423  | 445  | 398  | 363  | 365  | 361  | 340  | 384  | 370  |

| 1962 | 1968 | 1975 | 1982 | 1990 | 1999 | 2005 | 2010 | 2013 |
| ---- | ---- | ---- | ---- | ---- | ---- | ---- | ---- | ---- |
| 336  | 307  | 324  | 335  | 382  | 411  | 472  | 554  | 591  |

## Lieux et monuments
- Église Notre-Dame
- Château de Poligny
- Château du Chesne
- Manoir de la Vert Chaisne
- Manoir de la Vallée
- La Motte